# Joan Calafat Tomàs
Joan Calafat Tomàs, (1931, Llucmajor, Mallorca - 20 de juny de 2011, Llucmajor) fou un pintor mallorquí postimpressionista.
Joan Calafat s'inicià en la pintura amb el pintor llucmajorer Mateu Taberner Oliver el 1946 i després amb Ramon Nadal a Palma. Inicialment dissenyà calçat per després dedicar-se a l'educació al Col·legi de Sant Bonaventura i al de Nostra Senyora de Gràcia, ambdós de Llucmajor. El 1958 realitzà la seva primera mostra individual a Palma. En la seva primera etapa pintà paisatges postimpressionistes del pla de Mallorca, natures mortes, marines i retrats, amb la tècnica de l'oli aplicat amb espàtula i pinzell. Després evolucionà cap a una tècnica cada vegada més depurada i preciosista amb el pinzell, però amb els mateixos temes.